# Canton de Saint-Sauveur-en-Puisaye
Le canton de Saint-Sauveur-en-Puisaye est une ancienne division administrative française du département de l'Yonne.

## Représentation

### conseillers généraux de 1833 à 2015
| Période | Période      | Identité                                 | Étiquette             | Qualité |
| ------- | ------------ | ---------------------------------------- | --------------------- | --- |
| 1833    | 1848         | Baron Claude-Étienne Chaillou des Barres |                       | Ancien Préfet, propriétaire à Saint-Sauveur-en-Puisaye Président du Conseil Général                                   |
| 1848    | 1852         | Edme Morin                               | Républicain           | Médecin, maire de Treigny                                                                                             |
| 1852    | 1857 (décès) | Baron Claude Etienne Chaillou des Barres |                       | Ancien Préfet, propriétaire aux Barres Maire de Sainpuits                                                             |
| 1858    | 1871         | Baron Joseph Crépin du Havelt            |                       | Propriétaire du château des Barres Maire de Sainpuits                                                                 |
| 1871    | 1873 (décès) | Edme Morin                               | Républicain           | Docteur-médecin Propriétaire du château de la Bussière à Saint-Sauveur-en-Puisaye                                     |
| 1873    | 1874         | Laurent Eugène Gonneau (1823-1895)       |                       | Notaire Maire de Thury                                                                                                |
| 1874    | 1880         | Paul Frémy                               | Droite bonapartiste   | Officier de cavalerie à L'Orme-du-Pont (Sainte-Colombe-sur-Loing)                                                     |
| 1880    | 1904         | Pierre Merlou                            | Rad.                  | Docteur-médecin - Maire de Saint-Sauveur-en-Puisaye (1885-1900) Député (1889-1906) Sous-Secrétaire d'Etat (1901-1905) |
| 1904    | 1919         | Placide Lemoule                          | SFIO                  | Maire de Treigny |
| 1919    | 1928         | Narcisse Joseph Filley                   | DVD                   | Clerc de notaire à Saint-Sauveur-en-Puisaye                                                                           |
| 1928    | 1940 (décès) | Jean-Louis Doreau (1890-1940)            | Rad.                  | Huissier Maire de Saint-Sauveur-en-Puisaye                                                                            |
|         |              |                                          |                       | |
| 1945    | 1958         | Maurice Petit                            | DVD                   | Cultivateur, maire de Treigny                                                                                         |
| 1958    | 1982         | Gérard Vée                               | SFIO puis PS puis UDF | Agriculteur Député (1946-1951), suppléant du député Louis Périllier (1967-1968)                                       |
| 1982    | 2008         | Gérard Morisset                          | UDF                   | Conseiller régional Maire de Treigny (2001-2008)                                                                      |
| 2008    | 2015         | Jean Massé                               | Écologiste            | Agriculteur exploitant Maire de Saints-en-Puisaye depuis 2008                                                         |

### Conseillers d'arrondissement (de 1833 à 1940)
| Période | Période      | Identité                                         | Étiquette | Qualité |
| ------- | ------------ | ------------------------------------------------ | --------- | --- |
| 1833    | 1842         | Jean Louis Paultre de Lavernée (1777-1852)       |           | Maire de Saint-Sauveur                                                                                      |
|         |              |                                                  |           | |
| 1845    | 1848         | Edme Alexandre Rouger (1782-1848)                |           | Notaire, maire de Thury                                                                                     |
| 1848    | 1852         | Étienne Doucet                                   |           | Notaire, Thury                                                                                              |
| 1852    | 1858         | Paul Victor Jacques Léon de Vathaire (1801-1880) |           | Lieutenant de cavalerie puis propriétaire à Saint-Sauveur                                                   |
| 1858    | 1864         | Charles Barrey (1817-1893)                       |           | Notaire honoraire à Pourrain, propriétaire à Saint-Sauveur                                                  |
| 1864    | 1874         | Laurent Eugène Gonneau (1823-1895)               |           | Notaire, maire de Thury                                                                                     |
| 1874    | 1886         | Jean-Auguste Labbé                               |           | Huissier, maire de Saint-Sauveur                                                                            |
| 1886    | 1895         | M. Leriche                                       |           | Négociant, conseiller municipal de Saint-Sauveur                                                            |
| 1895    | 1901         | Charles Joseph Émery (1861-1928)                 |           | Propriétaire et juge de paix à Saint-Sauveur                                                                |
| 1901    | 1913         | Léon Besland                                     |           | Propriétaire, adjoint au maire de Saint-Sauveur                                                             |
| 1913    | 1914 (décès) | Achille Desclaire                                | Radical   | Instituteur retraité, maire de Saints                                                                       |
| 1914    | 1919         | siège vacant                                     |           | |
| 1919    | 1940         | Nazaire Duban                                    |           | Instituteur retraité, Moutiers-en-Puisaye                                                                   |
| 1940    |              |                                                  |           | Les conseils d'arrondissement ont été suspendus par la loi du 12 octobre 1940 et n'ont jamais été réactivés |

## Composition
| Nom                                  | Code Insee | Intercommunalité       | Superficie (km2) | Population (dernière pop. légale) | Densité (hab./km2) |
| ------------------------------------ | ---------- | ---------------------- | ---------------- | --------------------------------- | ------------------ |
| Saint-Sauveur-en-Puisaye (chef-lieu) | 89368      | CC de Puisaye-Forterre | 30,89            | 906 (2014)                        | 29                 |
| Fontenoy                             | 89179      | CC de Puisaye-Forterre | 15,90            | 299 (2014)                        | 19                 |
| Lainsecq                             | 89216      | CC de Puisaye-Forterre | 25,00            | 340 (2014)                        | 14                 |
| Moutiers-en-Puisaye                  | 89273      | CC de Puisaye-Forterre | 31,42            | 284 (2014)                        | 9                  |
| Sainpuits                            | 89331      | CC de Puisaye-Forterre | 22,84            | 315 (2014)                        | 14                 |
| Sainte-Colombe-sur-Loing             | 89340      | CC de Puisaye-Forterre | 14,76            | 201 (2014)                        | 14                 |
| Saints-en-Puisaye                    | 89367      | CC de Puisaye-Forterre | 27,71            | 592 (2014)                        | 21                 |
| Sougères-en-Puisaye                  | 89400      | CC de Puisaye-Forterre | 26,50            | 327 (2014)                        | 12                 |
| Thury                                | 89416      | CC de Puisaye-Forterre | 23,22            | 444 (2014)                        | 19                 |
| Treigny                              | 89420      | CC de Puisaye-Forterre | 52,70            | 879 (2014)                        | 17                 |

## Démographie
| 1962  | 1968  | 1975  | 1982  | 1990  | 1999  | 2006  | 2011  | 2012  |
| ----- | ----- | ----- | ----- | ----- | ----- | ----- | ----- | ----- |
| 6 701 | 6 362 | 5 477 | 5 218 | 4 766 | 4 559 | 4 705 | 4 702 | 4 665 |